# Hipoteza geometryzacyjna

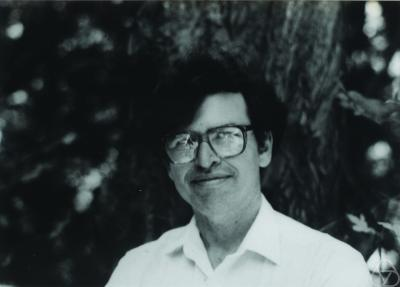
William Thurston

Hipoteza geometryzacyjna Thurstona – hipoteza topologiczna, wysunięta przez amerykańskiego matematyka Williama Thurstona. Hipoteza została potwierdzona w 2006 przez rosyjskiego matematyka Grigorija Perelmana.

## Historia

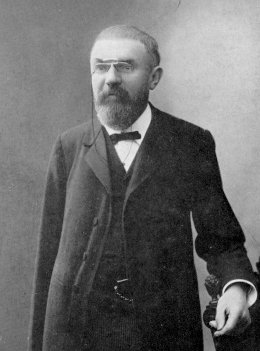
Henri Poincaré

W 1904 Henri Poincaré wysnuł przypuszczenie, że jeśli na zwartej rozmaitości trójwymiarowej {\displaystyle M^{3}} (bez brzegu) każda krzywa zamknięta może zostać w sposób ciągły zdeformowana do punktu, to {\displaystyle M^{3}} jest homeomorficzna ze sferą {\displaystyle S^{3}.} Przypuszczenie to jest znane jako hipoteza Poincarégo i przez prawie sto lat nie udawało się jej dowieść ani obalić. Była jednym z problemów milenijnych, ogłoszonych w 2000 roku przez Instytut Matematyczny Claya (za rozwiązanie każdego z nich wyznaczono milion dolarów nagrody).
Pod koniec lat 70. XX wieku Thurston wysunął hipotezę, że każdą rozmaitość trójwymiarową można rozciąć (dwuwymiarowymi cięciami wzdłuż sfer lub torusów) na skończoną liczbę części, z których każdą można wyposażyć w jedną z modelowych geometrii. W wymiarze 2 przykładami takich operacji mogą być zwykła płaszczyzna, sfera czy płaszczyzna Łobaczewskiego. Thurston wykazał, że w wymiarze 3 takich modelowych geometrii jest dokładnie osiem, a hipoteza Poincarégo jest szczególnym przypadkiem jego hipotezy (nazwanej geometryzacyjną). Za postawienie tej hipotezy i próby jej udowodnienia Thurston otrzymał Medal Fieldsa na Międzynarodowym Kongresie Matematyków w Warszawie w 1983 roku.

## Hipoteza
Hipotezę geometryzacyjną można sformułować na dwa równorzędne sposoby:
- topologiczny

Każda zamknięta orientowalna 3-wymiarowa rozmaitość da się jednoznacznie rozciąć wzdłuż 2-sfer i 2-torusów tak, że powstałe kawałki są albo rozmaitościami Seiferta, albo zupełnymi rozmaitościami hiperbolicznymi

- geometryczny

Każda zamknięta, pierwsza, orientowalna trzywymiarowa rozmaitość M zawiera rozłączną rodzinę dwuwymiarowych torusów i butelek Kleina tak, że każda spójna składowa ich dopełnienia posiada lokalnie jednorodną metrykę riemannowską skończonej objętości

## Potwierdzenie hipotezy

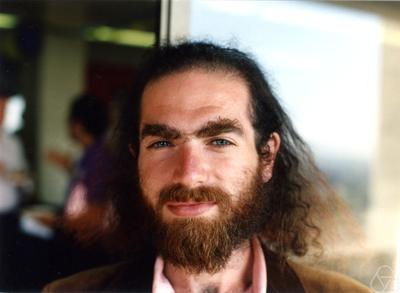
Grigorij Perelman

11 listopada 2002 Perelman, który rozważał wariant geometryczny hipotezy, opublikował w serwisie arXiv 40-stronicową pracę „Formuła entropii dla potoku Ricciego i jej zastosowania geometryczne”, której czwartą stronę kończyło zdanie: „Wreszcie, w rozdziale 13, podajemy krótki szkic dowodu hipotezy geometryzacyjnej.”. 10 marca 2003 udostępnił drugą pracę „Potok Ricciego z chirurgią na rozmaitościach trójwymiarowych”, w której ów szkic dowodu został opisany znacznie dokładniej. Jego prace zostały zweryfikowane w 2006 roku. Magazyn Science przyznał ostatecznemu rozstrzygnięciu hipotezy miano naukowego wydarzenia roku 2006, a na Międzynarodowym Kongresie Matematyków w 2006 w Madrycie, Perelman został jednym z laureatów Medalu Fieldsa.
Ponieważ udowodnienie hipotezy geometryzacyjnej automatycznie potwierdziło przypadek szczególny, jakim była hipoteza Poincarégo, to w 2010 Instytut Matematyczny Claya przyznał Perelmanowi nagrodę 1 mln USD za rozwiązanie problemu millenijnego. Perelman nie przyjął żadnej z obu nagród.